# Marie Luise Kaschnitz

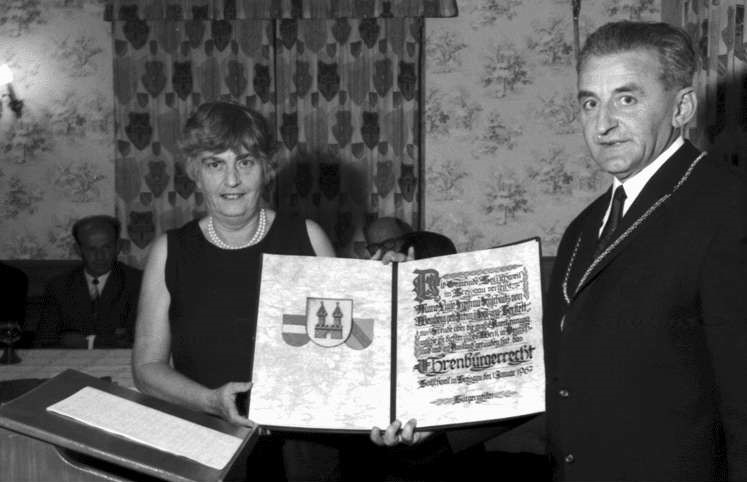
Marie Luise Kaschnitz bekommt den Ehrenbürgerbrief der Gemeinde Bollschweil, 1967

Marie Luise Kaschnitz, eigentlich Marie Luise Freifrau Kaschnitz von Weinberg; geborene Freiin von Holzing-Berstett (* 31. Januar 1901 in Karlsruhe; † 10. Oktober 1974 in Rom) war eine deutsche Schriftstellerin und Dichterin.

## Leben und Werk

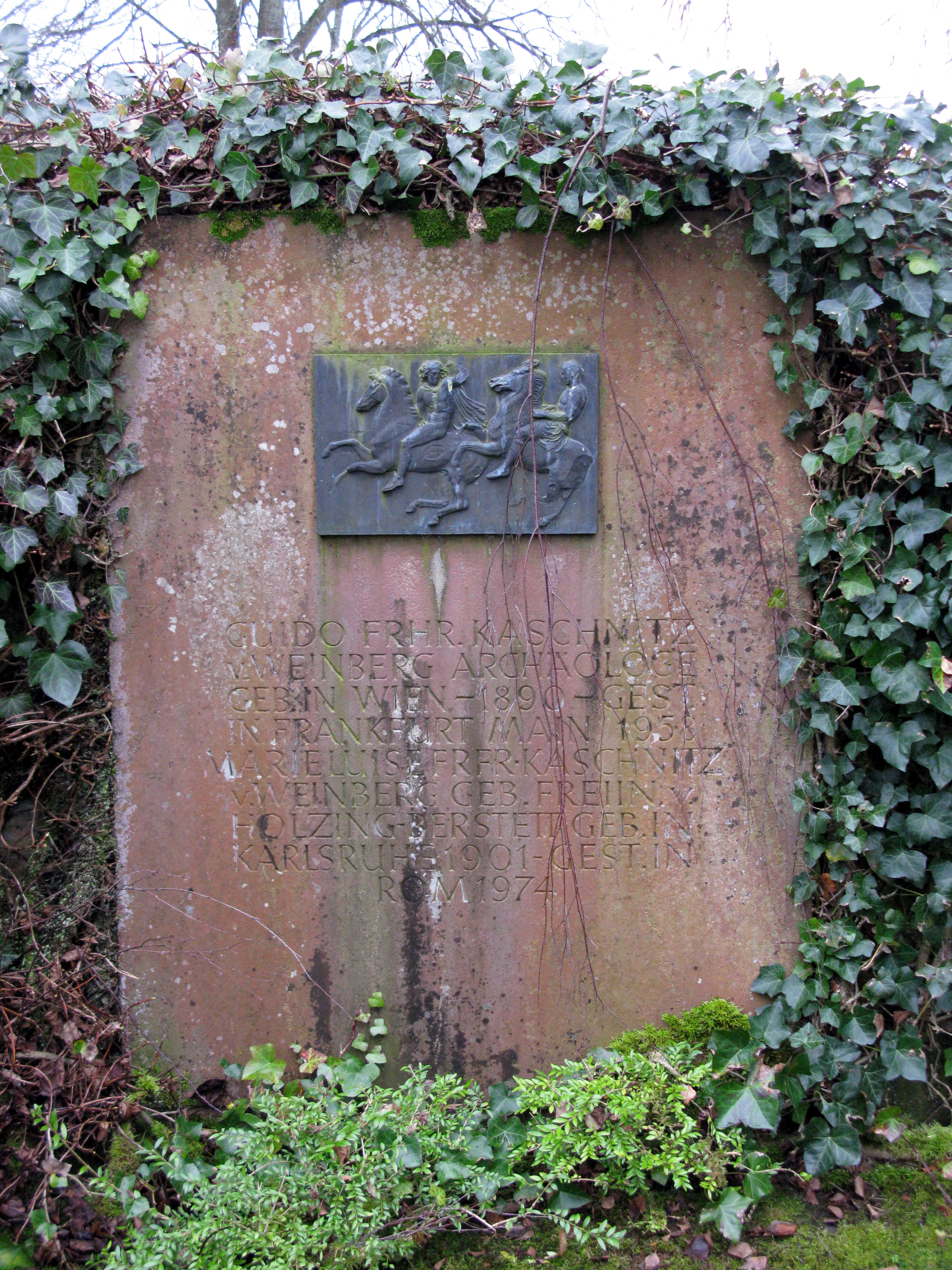
Grab von Marie Luise Kaschnitz und ihrem Ehemann Guido Kaschnitz von Weinberg in Bollschweil

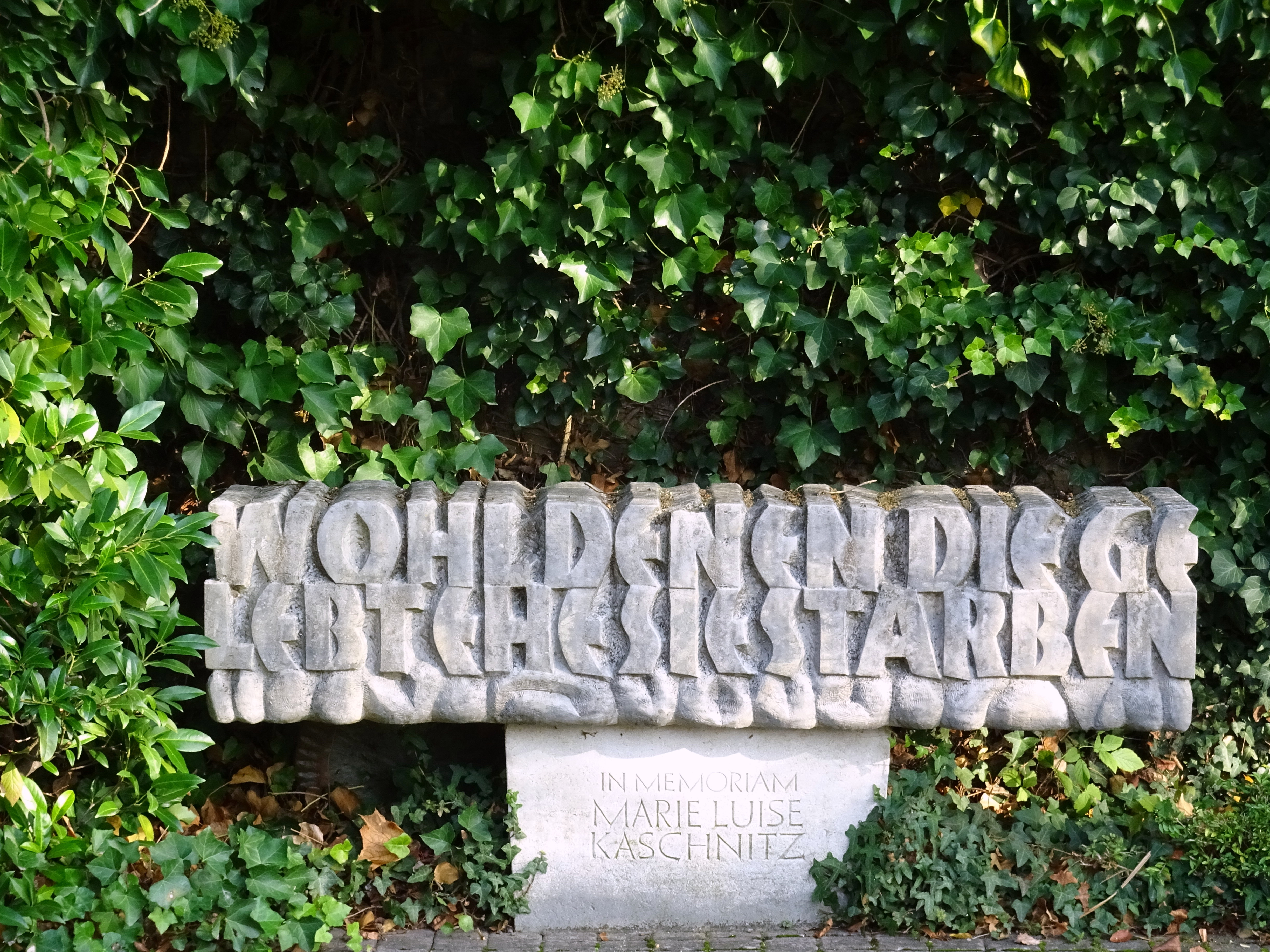
Gedenktafel für Marie Luise Kaschnitz auf dem Friedhof von Bollschweil

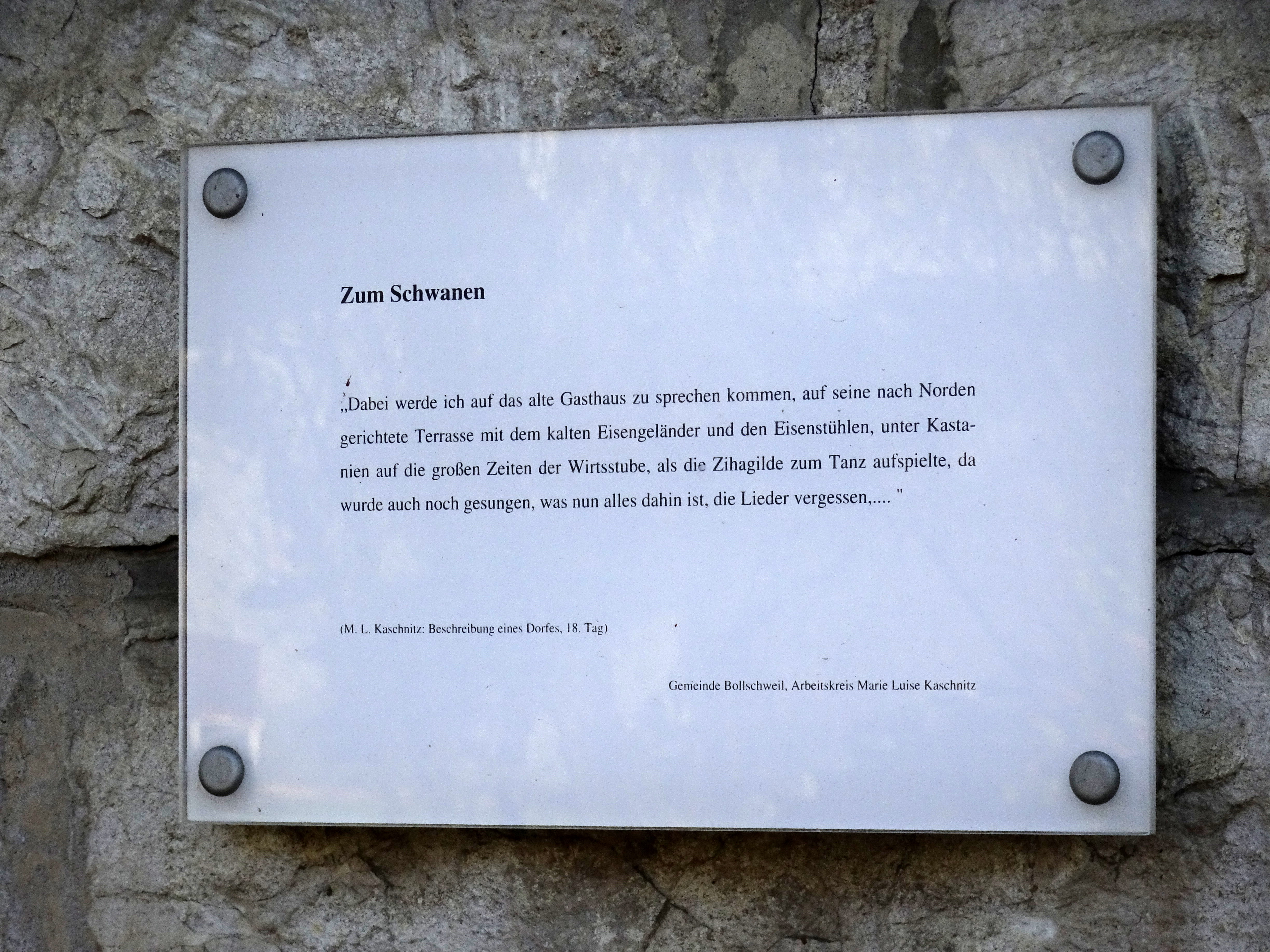
Tafel mit einem Zitat aus „Beschreibung eines Dorfes“ von Marie Luise Kaschnitz am ehemaligen Haus Zum Schwanen in Bollschweil

Als Tochter des preußischen Generalmajors Max von Holzing-Berstett und dessen Ehefrau Elsa, geborene Freiin von Seldeneck (14. Dezember 1875 in Karlsruhe – 11. Dezember 1941 in Bollschweil), wuchs Marie Luise in Potsdam und Berlin auf, wo ihre Eltern, beide alten badischen Adelshäusern entstammend, am preußischen Hof verkehrten. Nach dem Abitur wurde sie in Weimar zur Buchhändlerin ausgebildet (1922–1924) und arbeitete anschließend in einem Münchner Verlag und einem Antiquariat in Rom.
1925 heiratete sie den Klassischen Archäologen Guido Kaschnitz von Weinberg, mit dem sie seinem Karriereweg folgend nacheinander in Rom (1952–1956), Königsberg (Preußen), Marburg und Frankfurt am Main lebte. Mit der Dichterin Ingeborg Bachmann, die Kaschnitz in Rom 1953–1954 kennengelernt hatte, verband sie eine lebenslange Freundschaft. Zahlreiche meist aufgrund der wissenschaftlichen Interessen des Ehemannes unternommene Reisen führten das Paar nach Frankreich, Italien und Griechenland. Von 1941 bis zu ihrem Tod lebte Kaschnitz überwiegend in Frankfurt, wo ihr Mann den Lehrstuhl für Klassische Archäologie an der Universität übernommen hatte. Nach dem Tod ihres Mannes 1958 zog sie sich zeitweise auf das Familiengut in Bollschweil bei Freiburg zurück.
Ihrem ersten Roman Liebe beginnt (1933), den Marie Luise Kaschnitz anlässlich eines Preisausschreibens des Verlags Cassirer schrieb, folgten Erzählungen, Essays und Gedichte, darunter Totentanz und Gedichte zur Zeit (1947), die ganz unter dem Eindruck der Kriegserfahrung standen. 1947 und 1948 war sie Mitherausgeberin der Monatsschrift Die Wandlung. In den folgenden Werken Zukunftsmusik (1950) und dem Zyklus Ewige Stadt (1952) zeigte sich eine zunehmende Tendenz zum Dialog des lyrischen Ichs mit der Gegenwart. Seit den 1950er-Jahren wandte sich Marie Luise Kaschnitz verstärkt dem Hörspiel zu. Nach Überwindung einer zwei Jahre andauernden Lebens- und Schaffenskrise, ausgelöst durch die Tumorerkrankung und den Tod ihres Ehemannes 1958, gelang ihr mit Unterstützung von Freunden und Weggefährten der schwierige Weg ins Leben zurück, den sie in Wohin denn ich (1963) nachzeichnet. In dem Gedichtband Dein Schweigen – meine Stimme (1962) setzte sie sich mit Themen wie Tod, Entfremdung und Abschied sowie Gefühlen von Angst und Einsamkeit auseinander und verarbeitete den Schock des Verlustes, indem sie ihrer Trauer in einer Weise Ausdruck verlieh, wie dies „intellektuell erarbeitet und seelisch vertieft, in der deutschsprachigen Dichtung nicht mehr wiederholt worden“ ist. In ihrem Spätwerk nahmen essayistische Aufzeichnungen und autobiographische Schriften eine zentrale Stellung ein. Nach den römischen Aufzeichnungen Engelsbrücke (1955) erschienen unter anderem Das Haus der Kindheit (1956) und Steht noch dahin. Neue Prosa (1970), in dem das Ich die Wirklichkeit und die eigene Identität zunehmend in Frage stellt. Besondere Förderung hatte sie zeit ihres Lebens durch den ursprünglich für Cassirer tätigen, vor Kriegsausbruch aber nach Norwegen emigrierten Verlagslektor Max Tau erfahren, der sie noch 1965 in einem Interview an erster Stelle der von ihm entdeckten literarischen Talente nannte.
Marie Luise Kaschnitz starb in Rom an einer Lungenentzündung, die sie sich beim Schwimmen im Meer zugezogen hatte, und wurde in Bollschweil beigesetzt, dem Ort des elterlichen Familiensitzes, dem sie mit Beschreibung eines Dorfes (1966) ein literarisches Denkmal gesetzt hatte. Sie ruht dort zusammen mit ihrem bereits am 1. September 1958 verstorbenen Ehemann Guido Kaschnitz von Weinberg in der Familiengruft unter einem Relief mit den Reitern vom Fries des Parthenon, dem einstigen Hochzeitsgeschenk des Direktors der Bibliotheca Hertziana Ernst Steinmann für das Brautpaar. An ihrem langjährigen Wohnhaus Wiesenau 8 im Frankfurter Westend erinnert eine Gedenktafel an sie. Ihr Nachlass befindet sich im Deutschen Literaturarchiv in Marbach am Neckar.
Die gemeinsame Tochter Iris Schnebel-Kaschnitz (1928–2014), die als Übersetzerin aus dem Italienischen tätig war und zusammen mit Christian Büttrich die Tagebücher ihrer Mutter sowie mit anderen Anthologien aus deren Werk herausgab, war seit 1970 mit dem Komponisten Dieter Schnebel verheiratet.

## Auszeichnungen
1955 wurde sie mit dem Georg-Büchner-Preis ausgezeichnet.
Weitere Preise und Ehrungen folgten:
- 1955: Georg-Büchner-Preis
- 1957: Immermann-Preis
- 1961: Villa-Massimo-Stipendium
- 1964: Georg-Mackensen-Literaturpreis
- 1966: Goetheplakette der Stadt Frankfurt am Main
- 1967: Pour le mérite für Wissenschaft und Künste
- 1968: Ehrendoktorwürde der Johann Wolfgang Goethe-Universität Frankfurt am Main
- 1970: Johann-Peter-Hebel-Preis des Landes Baden-Württemberg
- 1971: Goethe-Plakette des Landes Hessen
- 1973: Roswitha-Gedenkmedaille

1960 war Kaschnitz Gastdozentin für Poetik an der Universität Frankfurt. Sie war unter anderem Mitglied des P.E.N.-Zentrums der Bundesrepublik Deutschland, der Deutschen Akademie für Sprache und Dichtung und der Bayerischen Akademie der Schönen Künste.
Der Marie Luise Kaschnitz-Preis wird seit 1984 verliehen.
Das Marie-Luise-Kaschnitz-Gymnasium Völklingen, die Marie-Luise-Kaschnitz-Schule für Schülerinnen und Schüler in längerer Krankenhausbehandlung in Karlsruhe und die Marie-Luise-Kaschnitz-Grundschule in Bollschweil tragen den Namen der Dichterin. Die ehemalige Marie-Luise-Kaschnitz-Berufsfachschule in Wiesloch fusionierte 1991 mit den Standorten Hockenheim und Wiesloch zur Louise-Otto-Peters-Schule.
Im Freiburger Stadtteil Herdern wurde 1980 der Kaschnitzweg nach ihr benannt und die Stadt Hannover hat 1998 den Luise-Kaschnitz-Weg in Misburg-Anderten angelegt.

## Buchausgaben und Werke (Auswahl)

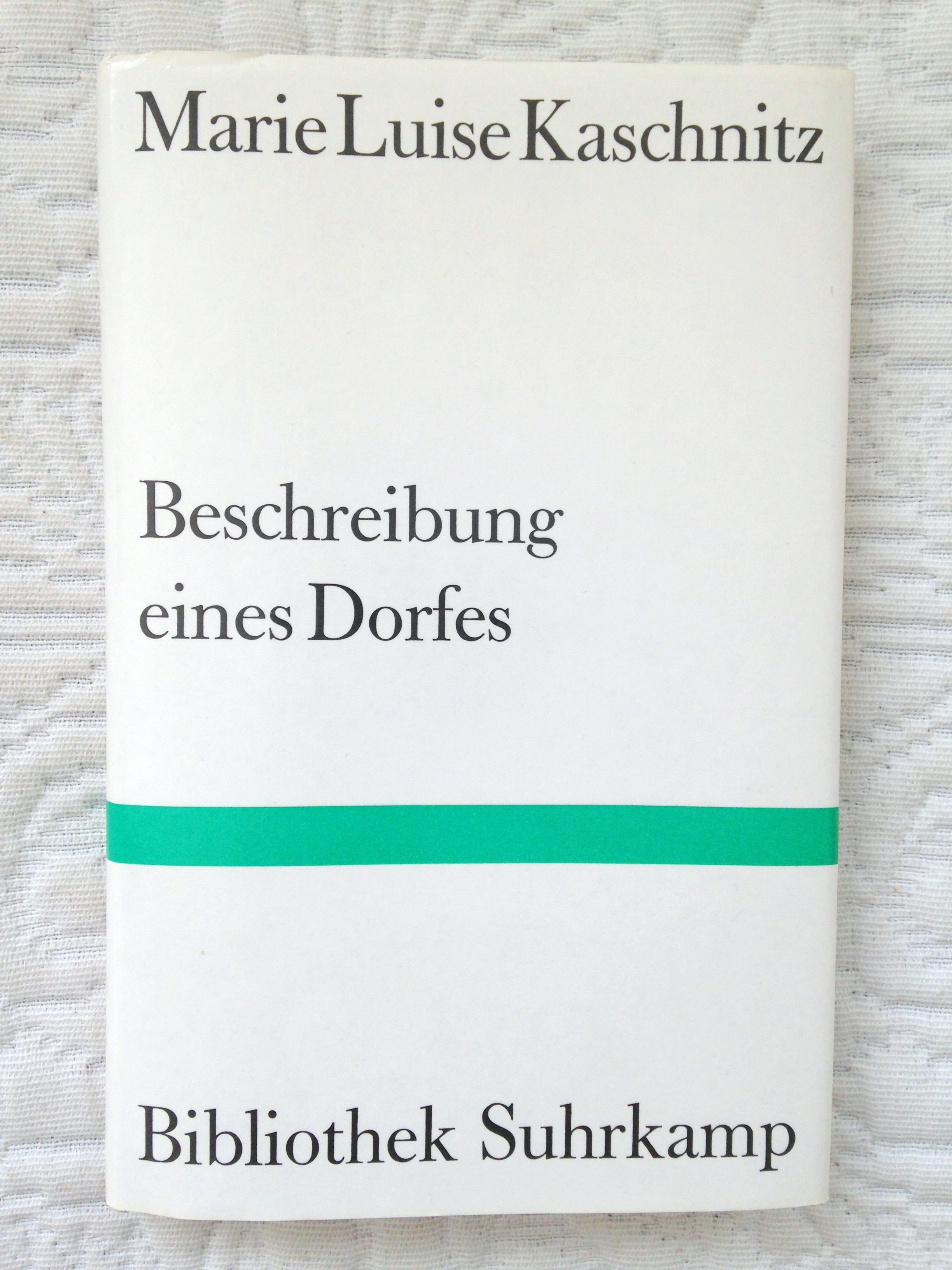
Umschlag von Beschreibung eines Dorfes

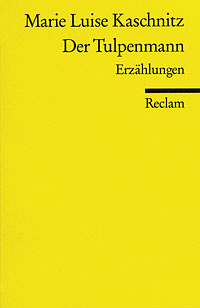
Umschlag von Der Tulpenmann

- Liebe beginnt. (Roman, Berlin 1933)
- Elissa. (Roman, Berlin 1936)
- Griechische Mythen. (Essay, Hamburg 1943. Inhalt: Die Syville, Chiron, Die Nacht der Argo, Demeter, Hephaistos, Perseus, Bellerophontos, Die böotischen Dioskuren, Niobe, Die Reise nach Kreta, Marpessa, Philemon und Baukis, Die Begegnung, Dido, Eos.)
- Menschen und Dinge 1945. Zwölf Essays. (Heidelberg 1946. Inhalt: Vom ich, Von der Natur, Von den Dingen, Vom Wiedererwecken, Von der Gotteserfahrung, Von der Krankheit, Vom Wandern in der Tiefe, Von der Stille, Von unsern Kindern, Vom Hunger, Von der Schuld, Von der Verwandlung.)
- Gedichte. (Hamburg 1947)
- Totentanz und Gedichte zur Zeit. (Hamburg 1948. Darin: Rückkehr nach Frankfurt)
- Adam und Eva (1949)
- Gustave Courbet. Roman eines Malerlebens (1949. Neuauflage als Die Wahrheit, nicht der der Traum. Das Leben des Malers Courbet, 1967; sowie Neuauflage im Insel Verlag, Frankfurt am Main, 1978)
- Zukunftsmusik. (Gedichte, Hamburg 1950)
- Das dicke Kind und andere Erzählungen. (Krefeld 1951, Neuauflage 1962. Inhalt: Das dicke Kind, Adam und Eva, Genug, vorbei, Ich liebe Herrn X, Du, mein Held, Pax, Märzwind, Die Schlafwandlerin, Nesemann, Der Bergrutsch.)
- Ewige Stadt. Rom-Gedichte. (Krefeld 1952)
- Engelsbrücke. Römische Betrachtungen. (Hamburg 1955, Neuauflage 1976)
- Das Haus der Kindheit. (Autobiographie, Hamburg 1956, Neuauflage 1962)
- Neue Gedichte (1957)
- Hiroshima (1957)[9]
- Die Umgebung von Rom (Kunstband 1960)
- Lange Schatten. (Erzählungen, Hamburg 1960. Darin u. a.: Popp und Mingel und Das rote Netz. Neuauflage 1981)
- Hörspiele (Hamburg, 1962)
- Dein Schweigen – meine Stimme. Gedichte 1958–1961. (Hamburg 1962, Neuauflage 1981)
- Einer von zweien (1962)
- Liebeslyrik heute (Abhandlungen der Akademie der Wissenschaften und der Literatur Mainz, Klasse der Literatur, Jahrgang 1962, Nr. 3) Franz Steiner (in Kommission), Wiesbaden 1962, S. 48–64.
- Wohin denn ich. Aufzeichnungen. (Hamburg 1963, Neuauflage 1967).
- Der Deserteur (Erzählungen und Gedichte, 1964)
- Ein Wort weiter (Gedichte, 1965)
- Überallnie. Ausgewählte Gedichte 1928–1965. (Hamburg 1965)
- Biographie des Verfassers [Guido Kaschnitz von Weinberg]. In: Guido Kaschnitz von Weinberg: Ausgewählte Schriften. Bd. 1 Kleine Schriften zur Struktur. Herausgegeben von Helga von Heintze, Gerhard Kleiner. Gebr. Mann, Berlin 1965, S. 228–239.
- Beschreibung eines Dorfes. (Frankfurt am Main 1966; Neuauflage 1982)
- Ferngespräche. (Erzählungen, Frankfurt am Main 1966, Neuauflage 1981. 24 Kurzgeschichten, vgl. Hauptartikel)
- Ein Gedicht (1967)
- Tage, Tage, Jahre. Aufzeichnungen. (Frankfurt am Main 1968)
- Vogel Rock. Unheimliche Geschichten (Inhalt: Gespenster, Der schwarze See, Vogel Rock, Schiffsgeschichte, Der Spinner, Jennifers Träume)
- Steht noch dahin. Neue Prosa. (Erzählungen, Frankfurt am Main 1970; Neuauflage 1984)
- Nicht von hier und von heute (1971)
- Zwischen immer und nie. Gestalten und Themen der Dichtung (Aufsatz 1971; Neuauflage 1977)
- Eisbären (Erzählungen 1972)
- Kein Zauberspruch. Gedichte. (Frankfurt am Main 1972)
- Das alte Thema (Gedichte, 1973)
- Orte. Aufzeichnungen. (Frankfurt am Main 1973)
- Ich lebte (Gedichte, 1974)
- Gesang vom Menschenleben (Gedichte, 1974)
- Der alte Garten. Ein Märchen. (Düsseldorf 1975, postum erschienen, Neuauflage 1981)
- Ein ruhiges Haus (postum erschienen)
- Florens. Eichendorffs Jugend. Claassen, Düsseldorf 1984 (postum) – 1996: Insel-Bücherei 1157

## Als Herausgeberin
- Franz Grillparzer: Medea (1966)
- Joseph von Eichendorff: Gedichte (1969)

## Hörspiele (Auswahl)
- 1946: Totentanz – Regie: Julius Flach (Hörspielbearbeitung – SWF)
- 1947: Die Verlorenen – Regie: Ludwig Cremer (Hörspielbearbeitung – NWDR)
- 1950: Totentanz – Regie: Hannes Küpper (Hörspielbearbeitung – SDR)
- 1952: Jasons letzte Nacht – Regie: Hanns Korngiebel (Original-Hörspiel – RIAS Berlin)
- 1952: Die fremde Stimme – Regie: Alice Decarli (Originalhörspiel – RIAS Berlin)
- 1953: Das Spiel vom Kreuz – Regie: Hanns Korngiebel (Originalhörspiel – RIAS Berlin)
- 1953: Die fremde Stimme – Regie: Paul Land (Originalhörspiel – SDR)
- 1953: Was sind denn sieben Jahre? – Regie: Hanns Korngiebel (Hörspiel – HR/RIAS Berlin)
- 1954: Caterina Cornaro – Regie: Fränze Roloff (Originalhörspiel – HR)
- 1955: Die Kinder der Elisa Rocca – Regie: Hanns Korngiebel (Originalhörspiel – RIAS Berlin)
- 1955: Der Hochzeitsgast – Regie: Fränze Roloff (Originalhörspiel – HR/SDR)
- 1956: Der Zöllner Matthäus – Regie: Ulrich Lauterbach (Originalhörspiel – HR)
- 1957: Was sind denn sieben Jahre – Regie: Peter Arthur Stiller (Hörspiel – SR)
- 1957: Das Spiel vom Kreuz – Regie: Jörg Franz (Hörspiel – SR)
- 1957: Hotel Paradiso – Regie: Ulrich Lauterbach (Hörspiel – HR)
- 1958: Der Zöllner Matthäus – Regie: Walter Grüters (Hörspiel – SR)
- 1958: Hotel Paradiso – Regie: Peter Arthur Stiller (Hörspiel – SR)
- 1960: Die Reise des Herrn Admet – Regie: Fränze Roloff (Hörspiel – HR)
- 1960: Das Gartenfest – Regie: Peter Schulze-Rohr (Originalhörspiel – SWF)
- 1961: Der Hund – Regie: Günter Bommert (Originalhörspiel – RB)
- 1961: Das Hörspielstudio: Wer fürchtet sich vorm schwarzen Mann – Regie: Helmut Brennicke (Originalhörspiel – BR)
- 1961: Tobias oder das Ende der Angst – Regie: Joachim Höhne (Originalhörspiel – SDR)
- 1961: Ein Gartenfest
- 1963: Ein königliches Kind – Regie: Ludwig Cremer (Hörspiel – NDR)
- 1963: Caterina Cornaro – Regie: Hans Rosenhauer (Originalhörspiel – NDR)
- 1963: Schneeschmelze – Regie: Cläre Schimmel (Hörspielbearbeitung, Kurzhörspiel – HR)
- 1964: Die fremde Stimme – Regie: Nicht bekannt (Hörspiel – NDR)
- 1964: Die fremde Stimme – Regie: Hans Rosenhauer (Hörspiel – NDR)
- 1964: Ferngespräche – Regie: Hermann Naber (Originalhörspiel, Kurzhörspiel – HR)
- 1965: Die Kinder der Elisa Rocca – Regie: Hans Rosenhauer (Hörspiel – NDR)
- 1965: Jasons letzte Nacht – Regie: Gustav Burmester (Originalhörspiel – SR/BR)
- 1965: Die Fahrradklingel – Regie: Mathias Neumann (Originalhörspiel – HR/NDR)
- 1967: Gespräche im All – Regie: Ulrich Lauterbach (Originalhörspiel – HR/NDR)
- 1971: Unternehmen Arche Noah – Regie: Ulrich Lauterbach (Originalhörspiel, Science-Fiction-Hörspiel – HR)
- 1973: Die fremde Stimme – Regie: Ferry Bauer (Hörspiel – ORF Oberösterreich)
- 1973: Aus der Hörspielwerkstatt. Hörspielretrospektive – Hörspielanalyse: Die Reise des Herrn Admet oder: Das Gartenfest (17. Folge) – Regie: Fränze Roloff (Essay – NDR)
- 1975: Ja, mein Engel – Regie: Horst Loebe (Originalhörspiel, Monolog – RB)
- 1976: Wer fürchtet sich vorm Schwarzen Mann? – Regie: Robert Bichler (Originalhörspiel – DRS)
- 1987: Einer von Tausenden oder Der Denkzettel – Regie: Raoul Wolfgang Schnell (Hörspiel – SDR)

- Hörspiele (1962, Sammlung ihrer Hörspiele von 1952 bis 1961)

### Gesammelte Werke
- Christian Büttrich, Norbert Miller (Hrsg.): Gesammelte Werke: Marie Luise Kaschnitz. Sieben Bände. Insel, Frankfurt am Main 1981–1989, DNB 550882847.
- Christian Büttrich, Marianne Büttrich, Iris Schnebel-Kaschnitz (Hrsg.): Marie Luise Kaschnitz: Tagebücher aus den Jahren 1936–1966. Zwei Bände. Insel, Frankfurt am Main 2000, ISBN 978-3-458-16971-0.

### Biographien und Einführungen
- Juliane Ziegler: Herzlandschaft. Marie Luise Kaschnitz und Italien. Edition ebersbach & simon, 2024, ISBN 978-3869153070.
- Dagmar von Gersdorff: Marie Luise Kaschnitz. Eine Biographie. Insel, Frankfurt am Main 1992, ISBN 3-458-16342-5 (Taschenbuchausgabe: Insel, Frankfurt am Main 1997, ISBN 3-458-33587-0).
- Wolfdietrich von Kloeden: KASCHNITZ, Marie Luise. In: Biographisch-Bibliographisches Kirchenlexikon (BBKL). Band 3, Bautz, Herzberg 1992, ISBN 3-88309-035-2, Sp. 1198–1202 (Artikel/Artikelanfang im Internet-Archive).
- Anneliese Kuchinke-Bach: Kaschnitz, Marie Luise, geborene Freiin von Holzing-Berstett. In: Neue Deutsche Biographie (NDB). Band 11, Duncker & Humblot, Berlin 1977, ISBN 3-428-00192-3, S. 313–315 (Digitalisat).
- Elsbet Linpinsel: Marie Luise Kaschnitz. Leben und Werk (= Dichter und Denker unserer Zeit; Folge 37). Claassen, Hamburg u. a. 1971.
- Christoph Meckel: Wohl denen die gelebt. Erinnerungen an Marie Luise Kaschnitz. Libelle Verlag, Konstanz 2008, ISBN 978-3-905707-20-5.
- Elsbeth Pulver: Marie Luise Kaschnitz (= Autorenbücher; Band 40). C. H. Beck / Edition Text und Kritik, München 1984, ISBN 3-406-30145-2.
- Johanna Christiane Reichardt: Zeitgenossin. Marie Luise Kaschnitz. Eine Monographie. Zugleich: Dissertation, Universität Frankfurt am Main 1984. Lang, Frankfurt am Main 1984, ISBN 3-8204-5247-8.
- Uwe Schweikert: Marie Luise Kaschnitz (= Suhrkamp-Taschenbuch; Materialien; Band 2047). Suhrkamp, Frankfurt am Main 1984, ISBN 3-518-38547-X.
- Interpretationen zu Marie Luise Kaschnitz. Erzählungen (= Interpretationen zum Deutschunterricht). Oldenbourg, München 1969.

### Untersuchungen zu Einzelfragen
- Jan Badewien, Hansgeorg Schmidt-Bergmann (Hrsg.): Marie Luise Kaschnitz. Eine sensible Zeitgenossin (= Herrenalber Forum, Band 30). Evangelischer Presseverband für Baden, Karlsruhe 2002, ISBN 3-87210-130-7 (Sammlung von Beiträgen zu einer Tagung in Bad Herrenalb 2001).
- Anita Baus: Standortbestimmung als Prozess. Eine Untersuchung zur Prosa von Marie Luise Kaschnitz (= Abhandlungen zur Kunst-, Musik- und Literaturwissenschaft, Band 129). Bouvier, Bonn 1974, ISBN 3-416-00885-5 (Dissertation, Universität Saarbrücken 1971, 426 Seiten).
- Karin Guni: L' existence tragique dans la prose de Marie Luise Kaschnitz (= Europäische Hochschulschriften, Reihe 1: Deutsche Sprache und Literatur, Vol. 1447), Lang, Bern / Berlin / Frankfurt am Main / New York, NY / Paris / Wien 1994, ISBN 3-906751-95-3 (Dissertation Sorbonne, Université Paris I 1991, 253 Seiten).
- Jana Hrdličková: Es sieht schlimm aus in der Welt: der moralische Appell in den Hörspielen von Marie Luise Kaschnitz (= Acta Universitatis Purkynianae, Band 139), Filozofická Fakulta UJEP, Ústí nad Labem 2008, ISBN 978-80-7414-025-9 (Dissertation Universität Aussig 2008, 264 Seiten).
- Petra Huber-Sauter: Das Ich in der autobiographischen Prosa von Marie Luise Kaschnitz. [Stuttgart] 2004, DNB 970157290 (Dissertation Universität Stuttgart 2003, 270 Seiten, Volltext online PDF, kostenfrei, 274 Seiten, 1,61 MB).
- Martin Jösel: Marie Luise Kaschnitz in Basel. In: Basler Stadtbuch 1995, S. 19–21.
- Johannes Østbø: Wirklichkeit als Herausforderung des Wortes. Engagement, poetologische Reflexion und dichterische Kommunikation bei Marie Luise Kaschnitz. (= Osloer Beiträge zur Germanistik, Band 17). Lang, Frankfurt am Main u. a. 1996, ISBN 3-631-48215-9.
- Heide Rohse: Trauern – Erinnern – Erzählen. Marie Luise Kaschnitz' Geschichte „Adam und Eva“ und die biblische Erzählung von Paradies und Vertreibung (= Freiburger literaturpsychologische Gespräche. Jahrbuch für Psychoanalyse und Literatur. Band 22: Trauer). Hrsg. von Wolfram Mauser und Joachim Pfeiffer. Königshausen & Neumann, Würzburg 2003, S. 227–239, ISBN 3-8260-2529-6. - Wiederabdruck in: Heide Rohse: Verborgenes Leid und Empathie. Psychoanalyse in Literatur, Theologie und therapeutischer Praxis. Gesammelte Studien. Hrsg. von Eberhard Rohse. Vandenhoeck & Ruprecht, Göttingen 2023, S. 237–257, ISBN 978-3-525-40815-5.
- Nikola Roßbach: „Jedes Kind ein Christkind, jedes Kind ein Mörder“. Kind- und Kindheitsmotivik im Werk von Marie-Luise Kaschnitz. Francke, Tübingen u. a. 1999, ISBN 3-7720-2744-X (Dissertation, RWTH Aachen 1997)
- Adelheid Strack-Richter: Öffentliches und privates Engagement. Die Lyrik von Marie Luise Kaschnitz. Lang, Frankfurt am Main u. a. 1979, ISBN 3-8204-6545-6 (zugleich Dissertation, University of Waterloo, Ontario)
- Ulrike Suhr: Poesie als Sprache des Glaubens. Eine theologische Untersuchung des literarischen Werkes von Marie Luise Kaschnitz. (= Praktische Theologie heute; Bd. 8). Kohlhammer, Stuttgart u. a. 1992, ISBN 3-17-012008-5 (zugleich Dissertation, Universität Hamburg 1990)
- Helga Vetter: Ichsuche. Die Tagebuchprosa von Marie Luise Kaschnitz. M und P Verlag, Stuttgart 1994, ISBN 3-476-45053-8 (zugleich Dissertation, Universität Hannover 1994)
- Katharina Weil: „Meine Adern Porphyr“. Antikenrezeption im Werk von Marie Luise Kaschnitz. Universitätsverlag Winter, Heidelberg 2017, ISBN 978-3-8253-6702-2.
- Monika Wolting: Der Garten als Topos im Werk von Marie Luise Kaschnitz, Undine Gruenter und Sarah Kirsch. Wrocław 2009. ISBN 978-83-229-2985-8

## Briefwechsel
- Ingeborg Bachmann, Marie Luise Kaschnitz, Hilde Domin, Nelly Sachs: „Über Grenzen sprechend“. Die Briefwechsel. Herausgegeben von Barbara Agnese. Mit einem Vorwort von Hans Höller. Piper, München; Suhrkamp Berlin 2023, ISBN 978-3-518-42609-8.